# Tilimsan
Tilimsan (arab. تلمسان Tilimsān, fr. Tlemcen, berberyjski ⵜⵍⴻⵎⵙⵉⵏ Tlemsin) – miasto w północno-zachodniej Algierii, u podnóża gór Tilimsan (zachodnia część Atlasu Tellskiego, na wysokości 807 metrów, ośrodek administracyjny prowincji Tilimsan. Około 130 tys. mieszkańców.

## Miasta partnerskie
- Sarajewo (Bośnia i Hercegowina)
- Grenada (Hiszpania)
- Kairuan (Tunezja)
- Fez (Maroko)
- Nanterre (Francja)
- Montpellier (Francja)